# 民生汐止線
民生汐止線，路線代號為SB，路線代表色為天藍色，為台北捷運規劃中的路線。行經臺北市大同區、中山區、松山區、內湖區以及新北市汐止區，提供臺北市區松山線以北區域之東西向捷運服務，並改善汐止社后地區通往臺北市區的聯外交通。於2020年12月之「北北基軌道路網政策溝通平台」會議中，會議小組決定將民生汐止線拆分，先行推動其中的汐東捷運，轉交新北市捷運工程局作為地方主管機關，並與基隆捷運在汐止區整合路線，並計畫將優先延伸至原第一階段興建計畫的內湖區SB07站一帶。原先民生汐止線第二階段（臺北市段）興建計畫，東湖至大稻埕的路段將再由臺北市政府決議去向。

## 路線概要
以地下型式西起大稻埕沿民生西路經淡水信義線雙連站，穿過中和新蘆線、文湖線後續沿民生東路往東，穿過基隆河後，於內湖新湖一路舊宗路口與環狀線東環段進行轉乘；再穿過中山高速公路，沿成功路轉民權東路，穿越葫蘆洲山由地下轉為高架，跨越中山高至葫蘆洲地區，經安康路228巷、潭美街、吉林街，並於汐止社后地區設置機廠。續向東轉往中興路東側之30公尺計畫道路用地（現同興路），經新社后橋跨越基隆河至大同路轉向東，與台鐵汐科站銜接轉乘後，轉康誥坑溪至新台五路汐止區公所，並設置終點站。
本線過去曾研擬出以下兩種方案：
- 方案一：計劃採高架型式。路線西起捷運淡水線圓山站，後沿民族西路、建國北路、民權東路及民權大橋進入內湖區，往新北市汐止區延伸抵達至台鐵樟樹灣站及汐科站，在汐止大同路上與此兩車站共構，最後沿著康誥坑溪轉新台五路在汐止區公所前設終點站，該線並於中山高速公路汐止系統交流道南側的吉林路附近設置維修機廠。
- 方案二：計劃採地下及高架型式，自大稻埕碼頭沿民生西路經捷運淡水線雙連站，後沿民生西路及民生東路向東穿越基隆河，過成功路之後，路線由地下轉為高架，之後路線與方案一相同。

路線規劃採地下與高架中運量捷運系統型式，總長度約17.4公里，設置15座車站，含地下車站8座，高架車站7座，機廠1座。
民生汐止線之後決定主線採用上述方案二。
2017年第二期路段辦理環評時，再度評估更改穿越民生社區之兩站點設站（暫稱東社站與民生社區站），改走敦化北路－民權東路－撫遠街，並在民權東路上設兩站，一靠近敦北公園與臺北松山機場，另一靠近民權國小與三民國小；2019年1月4日再度確定採經由民生社區之路線。
基隆市政府計畫將基隆捷運直通民生汐止線，使列車能從基隆直接駛入臺北市，但未定案。

## 歷史

### 民生汐止線時期
- 2013年11月8日及2013年11月15日：召開公聽會。[參⁠ 6]
- 2013年11月22日，辦理綜合規劃及周邊土地開發期末報告審查會議。
- 2013年12月5日，辦理捷運設施用地土地使用變更審查會議。完成綜合規劃及周邊土地開發期末報告初稿。
- 2014年5月19日，召開二市研議委員會工作小組會議。
- 2014年5月26日，召開二市研議委員會議。
- 2014年8月6日，召開二市兩市大臺北黃金雙子城會議指示，研究本案與文湖線轉乘方案。
- 2015年2月17日，柯文哲市府召開專案小組會議討論。
- 2015年3月9日，臺北市政府發函請中華民國交通部進行整體運輸規劃研究。
- 2015年7月16日，原本郝龍斌市府時期規劃優先推動的第一期路段為內湖新湖一路到汐止段（SB07~SB15），但臺北市捷運局評估SB07至SB09站（內湖蘆洲里安康路）人口密度不高，臺北市市長柯文哲上任後裁示優先推動東湖到汐止段（SB10~SB15）的計畫。[參⁠ 7]
- 2016年4月，臺北市捷運局主任秘書王偉表示，民生汐止線可行性研究報告，2011年經行政院經濟建設委員會審議原則同意，完成綜合規畫報告書初稿後，2014年提報到兩市研議委員會討論。目前一期環評從汐止到東湖段已通過，二期東湖段到臺北市民生西路、民生東路段環境影響評估尚未通過，預計2017年編列預算重新進行環評。[參⁠ 8]
- 2017年1月，捷運局已將第二期工程委外辦理環評作業並進行公開招標，決標後約十五個月將完成環評，就可送中央政府審議。[參⁠ 9]
- 2017年4月15日，二期東湖段到臺北市內民生西、東路段開始辦理環評調查。
- 2018年12月27日，臺北市捷運局將第二期路線之環境影響說明書提報交通部核轉行政院環境保護署審議。路線決定採民生東路版本，行經民生社區，民權東路版列為備案，送交中央政府進行環評。[1]。但因為沿線居民反對故暫緩規劃[2]，但SB11站仍有預留一股月臺之延伸空間[3]。
- 2019年1月15日，中華民國交通部函復審查意見，臺北市捷運局修正報告書後於2月15日再次提報至交通部，交通部3月6日函轉至環保署審查，環保署於4月2日函復審查意見，捷運局於4月30日回復交通部核轉環保署續審，交通部於5月7日將修正後之環境影響說明書核轉環保署進行後續審查事宜。
- 2019年7月2日，環保署於召開「臺北都會區大眾捷運系統民生汐止線第二期路線環境影響說明書」意見陳述會議及現場勘察，並於2019年7月12日召開本案專案小組初審會議，目前捷運局依環保署初審意見修正環評說明書內容中。[參⁠ 10][參⁠ 11]
- 2020年4月29日，二期環評經第三次小組會議審議，建議修正後通過[參⁠ 12]。
- 2020年7月31日，通過環保署環境影響評估審查，在完成綜合規畫報告修訂作業後，將提報交通部審議，待中央政府核定最快2年開工、9年完工第一階段路網汐止至內湖。[參⁠ 13]。
- 2020年10月13日，中華民國交通部召開「北北基軌道路網政策溝通平台」會議，會中決定將第一階段樟樹灣=汐科站間路軌與基隆捷運共軌，並將與基隆捷運共用社后機廠[參⁠ 14]。

### 民生汐止線拆分為臺北市段及汐東捷運時期
- 2020年12月4日、12月23日，「北北基軌道路網政策溝通平台」的工作小組第4、5次會議決定民生汐止線先行推動其中的東湖（SB10）－汐止區公所（SB15）段，汐東捷運的綜規與環評作業推改由新北市政府捷運工程局持續推動與興建。
- 2021年7月30日，汐止東湖線綜合規劃報告函送交通部核轉行政院，目前工程預計將於綜合規劃報告核定後9年完工。[參⁠ 15]
- 2021年11月，台北市政府推動汐東線延伸銜接環狀線東環段的議題，並規劃在環狀線東環段的舊宗站內，預留與汐東線銜接轉乘介面，以解決內湖交通壅塞問題[參⁠ 16]。
- 2022年2月22日，中華民國交通部鐵道局表示，基隆捷運將與汐東捷運整合為Y字形路網，現行路線規劃，基隆捷運從汐止區公所站、汐科站、樟樹灣站等3站，都將和捷運汐東線共站，基隆捷運與汐東捷運整合後類似中和新蘆線的Y字形路網[參⁠ 17]。
- 2022年3月15日，中華民國交通部邀集中央各部會及專家學者委員會，審查通過綜合規畫報告，接續將報請行政院核定[參⁠ 18]。
- 2022年10月11日，新北市汐止區立法委員賴品妤，於立法院中針對汐東捷運核定進度向行政院長蘇貞昌提出質詢。蘇貞昌承諾交通部將盡速審議。而後交通部亦在同月13日就將汐東捷運計畫報行政院，並交由國發會審議。[參⁠ 19]
- 2022年12月21日，中華民國交通部部長王國材答覆立法委員賴品妤質詢時表示，他已與行政院秘書長李孟諺討論出共識，汐東捷運計畫會在擬定但書後於2023農曆年前核定，汐東線與基隆捷運共用部分之98.47億經費，在基隆捷運尚未核定前由新北市府先代墊。[參⁠ 20]
- 2023年1月11日，新北市政府汐止東湖線都市計畫變更公開展覽四十天，2月7日和8日說明會[參⁠ 21]。
- 2023年1月13日，行政院核定汐東捷運的綜合規劃報告。[參⁠ 22]
- 2023年7月3日，新北市政府捷運工程局表示，汐東捷運於同年7月底前招標，經費約新台幣376億元，汐東捷運、台北市民生汐止線、與基隆捷運將採一致的中運量系統，目標為不必換車。民生汐止線部分，台北市委託新北市修正可行性研究與提報綜合規劃報告，將於2024年初再送綜合規劃報告到行政院。[參⁠ 23]
- 2025年3月20日，汐東捷運正式開工，預計2032年完工。[參⁠ 24]

## 車站
此處列出資訊臺北市段僅為參考，汐止段已開工，將先行通車，唯除轉乘站以外的站名尚未確定。
| 路線          | 路線   | 編號 | 名稱                  | 名稱 | 站體型式 | 所在地 | 所在地     | 交會路線           |
| 路線          | 路線   | 編號 | 中文                  | 英文 | 站體型式 | 所在地 | 所在地     | 交會路線           |
| ------------- | ------ | ---- | --------------------- | ---- | -------- | ------ | ---------- | ------------------ |
| SB 民生汐止線 |        |      |                       |      |          |        |            |                    |
| 民生段        |        | SB01 | 未                    | 未   | 地下     | 臺北市 | 大同區     | 不適用             |
| 民生段        |        | SB02 | 雙連 （馬偕紀念醫院） |      | 地下     | 臺北市 | 大同區     | 淡水信義線         |
| 民生段        | 中山區 | SB02 | 雙連 （馬偕紀念醫院） |      | 地下     | 臺北市 |            | 淡水信義線         |
| 民生段        |        | SB03 | 行天宮                |      | 地下     | 臺北市 | 中和新蘆線 |                    |
| 民生段        |        | SB04 | 未                    | 未   | 地下     | 臺北市 | 不適用     |                    |
| 民生段        |        | SB05 | 未                    | 未   | 地下     | 臺北市 | 不適用     | 松山區             |
| 民生段        | SB06   |      | 未                    | 未   | 地下     | 臺北市 | 不適用     | 松山區             |
| 民生段        |        | SB07 | 未                    | 未   | 地下     | 臺北市 | 內湖區     | 環狀線             |
| 民生段        |        | SB08 | 未                    | 未   | 地下     | 臺北市 | 內湖區     | 不適用             |
| 民生段        |        | SB09 | 未                    | 未   | 高架     | 臺北市 | 內湖區     | 不適用             |
| 汐止東湖段    |        | SB10 | 東湖                  |      | 高架     | 臺北市 | 內湖區     | 文湖線             |
| 汐止東湖段    |        | SB11 | 未                    | 未   | 高架     | 新北市 | 汐止區     | 不適用             |
| 汐止東湖段    | SB12   |      | 未                    | 未   | 高架     | 新北市 | 汐止區     | 不適用             |
| 汐止東湖段    | SB13   |      | 未                    | 未   | 高架     | 新北市 | 汐止區     | 不適用             |
| 汐止東湖段    |        | SB14 | 汐科                  |      | 高架     | 新北市 | 汐止區     | 臺灣鐵路縱貫線北段 |
| 汐止東湖段    |        | SB15 | 未                    | 未   | 高架     | 新北市 | 汐止區     | 不適用             |

## 外部連結
- 臺北大眾捷運股份有限公司 （页面存档备份，存于）
- 臺北市政府捷運工程局-民生汐止線說明 （页面存档备份，存于）
- 汐東捷運（原汐止民生線）|新北市政府捷運工程局 （页面存档备份，存于）

1. ↑  臺北市政府捷運工程局. . : 第三章  [2024-01-29]. （原始内容存档于2024-01-29）.
2. ↑  臺北市政府捷運工程局. .   [2024-01-29]. （原始内容存档于2024-01-29）.
3. ↑  新北市政府捷運工程局. . 新北市政府捷運工程局.   [2024-01-29]. （原始内容存档于2024-01-29）.